# Buôn bán đồ cổ

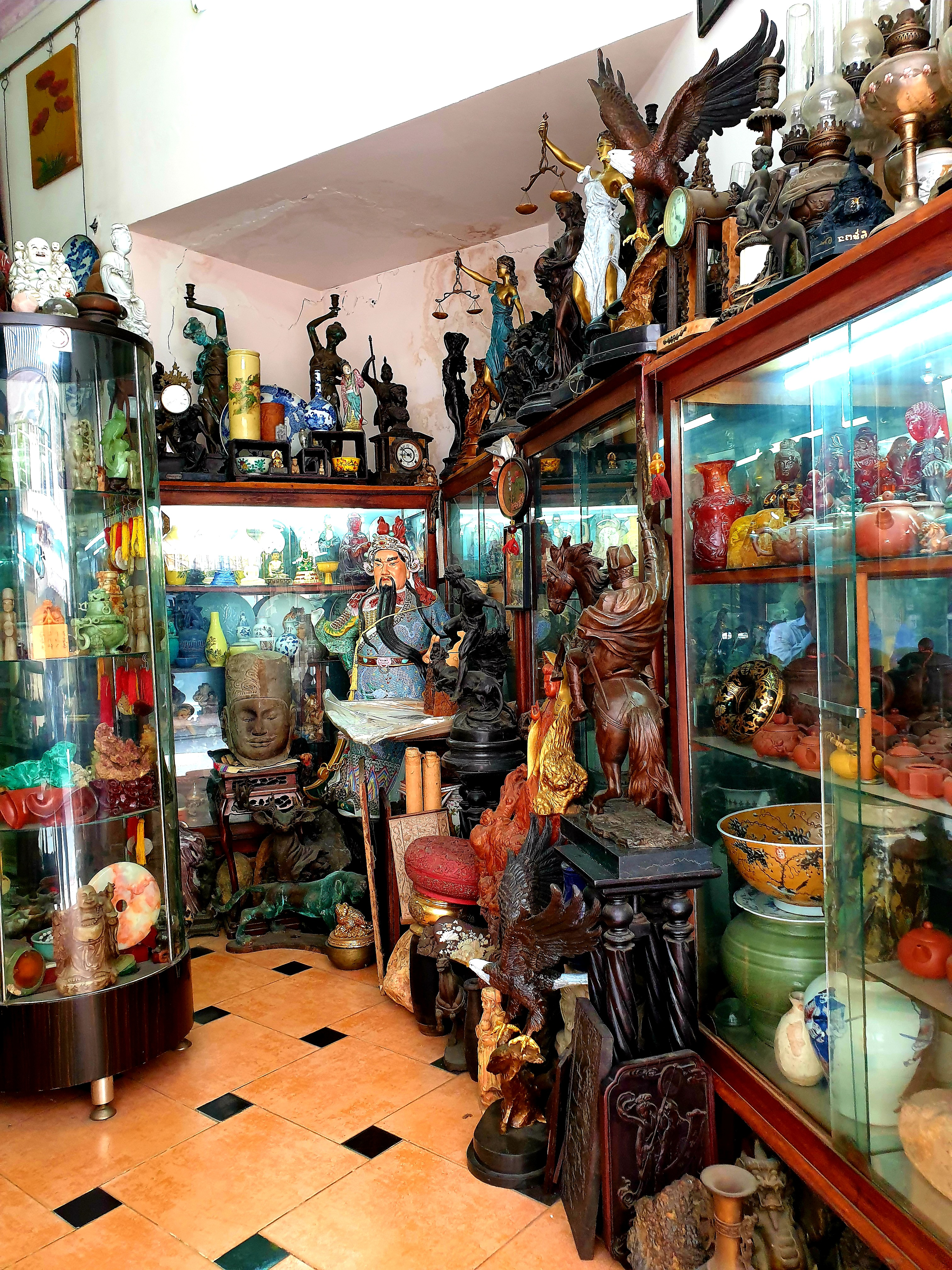
Các loại đồ cổ bày bán ở phố đồ cổ Lê Công Kiều tại Quận 1

Buôn bán đồ cổ (Antiquities trade) là việc mua bán, giao dịch, trao đổi hiện vật các loại đồ cổ, cổ vật và hiện vật khảo cổ các loại từ khắp nơi trên thế giới. Hoạt động buôn bán mậu dịch này có thể là hoạt động bất hợp pháp cho đến hoàn toàn hợp pháp. Hoạt động buôn bán cổ vật hợp pháp tuân thủ các quy định của quốc gia, cho phép khai thác hiện vật để nghiên cứu khoa học trong khi vẫn duy trì bối cảnh khảo cổ học và nhân học. Việc bảo vệ cổ vật đòi hỏi phải xây dựng và thực hiện các chính sách công toàn diện. Các chính sách này giải quyết các vấn đề như nguồn gốc của vấn nạn chảy máu cổ mật, ngăn ngừa cướp bóc cổ vật và hồi hương cổ vật và việc đảm bảo lưu thông có đạo đức các hiện vật lịch sử. Vào ngày 16 tháng 11 năm 1972, UNESCO đã thông qua Công ước quốc tế về Bảo vệ Di sản Văn hóa và Thiên nhiên Thế giới đề cập đến việc bảo vệ cổ vật.

## Đại cương
Hoạt động buôn bán đồ cổ bất hợp pháp liên quan đến việc khai thác phi khoa học, bỏ qua bối cảnh khảo cổ học và nhân chủng học từ các hiện vật. Hoạt động buôn bán hợp pháp đồ cổ tuân thủ luật pháp của các quốc gia nơi các hiện vật có nguồn gốc. Các luật này thiết lập cách thức khai thác đồ cổ từ lòng đất và quy trình pháp lý mà các hiện vật có thể rời khỏi quốc gia. Ở nhiều quốc gia, hoạt động khai quật và xuất khẩu đã bị cấm nếu không có giấy phép chính thức ngay từ thế kỷ XIX, chẳng hạn như ở Đế chế Ottoman. Theo luật pháp của các quốc gia xuất xứ, không thể có hoạt động buôn bán hợp pháp đồ cổ nếu không có giấy tờ chính thức. Tuy nhiên, hầu hết các luật quốc gia vẫn đảo ngược các quy định này. Đồ cổ bất hợp pháp hoặc bất hợp pháp là những đồ cổ được tìm thấy trong các cuộc khai quật bất hợp pháp hoặc không được kiểm soát và được buôn bán một cách bí mật. 
Hoạt động buôn bán đồ cổ bất hợp pháp trên chợ đen được cung cấp từ nguồn cung đến từ những phi vụ cướp bóc và trộm cắp nghệ thuật. Các hiện vật thường là những hiện vật được phát hiện và khai quật tại các cuộc khai quật khảo cổ học và sau đó được vận chuyển đi quốc tế thông qua một bên trung gian đến những nhà sưu tập, bảo tàng, đại lý đồ cổ và nhà đấu giá thường không nghi ngờ gì. Trong những năm gần đây, ngành buôn bán đồ cổ đã thận trọng hơn nhiều trong việc xác định nguồn gốc của các hiện vật văn hóa. Một số ước tính về doanh số hàng năm lên tới hàng tỷ đô la rõ ràng là sai. Mức độ thực sự của hoạt động buôn bán này vẫn chưa được biết đến vì các vụ cướp bóc cổ vật không được báo cáo đầy đủ. Cũng không phải là chưa từng nghe nói đến việc các tác phẩm bị đánh cắp được tìm thấy trong các nhà đấu giá trước khi chúng được phát hiện là đã mất khỏi nơi ban đầu của chúng. Nhiều nhà khảo cổ học và luật sư về di sản văn hóa tin rằng nhu cầu phát sinh từ việc lưu thông, tiếp thị và sưu tầm các hiện vật cổ đại gây ra tình trạng cướp bóc và phá hủy liên tục các di chỉ khảo cổ trên khắp thế giới. 
Các hiện vật khảo cổ được bảo vệ ở cấp độ quốc tế theo Công ước Hague về Bảo vệ Tài sản Văn hóa trong Trường hợp Xung đột Vũ trang và hoạt động thương mại quốc tế đối với tài sản văn hóa có nguồn gốc đáng ngờ bị hạn chế theo Công ước UNESCO về các Biện pháp Cấm và Ngăn ngừa Nhập khẩu, Xuất khẩu và Chuyển giao Quyền sở hữu Tài sản Văn hóa (gọi là Công ước UNESCO 1970 về các Biện pháp Cấm và Ngăn ngừa Nhập khẩu, Xuất khẩu và Chuyển giao Quyền sở hữu Tài sản Văn hóa. Sau nhiều năm phản đối, Hoa Kỳ đã đóng vai trò chính trong việc soạn thảo và thúc đẩy Công ước năm 1970. Việc xuất khẩu đồ cổ hiện đang được kiểm soát chặt chẽ theo luật pháp ở hầu hết các quốc gia và theo Công ước UNESCO về các biện pháp cấm và ngăn chặn nhập khẩu, xuất khẩu và chuyển giao quyền sở hữu bất hợp pháp đối với tài sản văn hóa theo Công ước UNESCO năm 1970 về các biện pháp cấm và ngăn chặn nhập khẩu, xuất khẩu và chuyển giao quyền sở hữu bất hợp pháp đối với tài sản văn hóa nhưng hoạt động buôn bán đồ cổ bất hợp pháp ngày càng gia tăng và lớn vẫn tiếp diễn, làm phức tạp thêm vấn đề là sự tồn tại của đồ giả khảo cổ, chẳng hạn như vụ việc chiến binh đất nung Etruscan, Công chúa Ba Tư.
Đã có một nỗ lực ngày càng tăng để hồi hương hiện vật bất hợp pháp có được và buôn bán trên thị trường quốc tế và trả lại chúng cho quốc gia xuất xứ và bảo tồn giá trị văn hóa của chúng. Những hiện vật như vậy bao gồm những hiện vật được lưu giữ tại các bảo tàng như Getty Museum, Victorious Youth và Metropolitan Museum of Art, Euphronios Krater. Vào tháng 7 năm 2023, một buổi lễ hồi hương đã được tổ chức tại Lãnh sự quán Ấn Độ tại Thành phố New York để kỷ niệm việc trao trả 105 cổ vật bị buôn lậu cho Ấn Độ. Các quốc gia đã đồng ý ngăn chặn việc buôn bán trái phép các hiện vật văn hóa trong chuyến thăm cấp nhà nước của Thủ tướng Narendra Modi tới Hoa Kỳ. Các hiện vật này trải dài trong khoảng thời gian từ thế kỷ thứ II đến thế kỷ XIX. Khoảng 50 trong số đó có ý nghĩa tôn giáo. Để chống lại nạn cướp bóc cổ vật, giám sát trên không - hiệu quả của nó phụ thuộc vào khả năng thực hiện các cuộc thăm dò có hệ thống - đang ngày càng được sử dụng. Đôi khi, nó không thực tế, do hoạt động quân sự, hạn chế chính trị, sự rộng lớn của khu vực, môi trường khắc nghiệt, v.v. Công nghệ vũ trụ có thể cung cấp một giải pháp thay thế phù hợp, như trường hợp của Peru, nơi một phái đoàn khoa học của Ý do Nicola Masini chỉ đạo từ năm 2008 đã sử dụng dữ liệu vệ tinh có độ phân giải rất cao để quan sát và theo dõi hiện tượng huaqueros (cướp bóc khảo cổ) ở một số khu vực khảo cổ ở miền nam và miền bắc Peru.